# Širovnik
Širovnik je priimek več znanih Slovencev:
- Azra Širovnik (r. Bukić) (*1954), pisateljica
- Franc Širovnik, veteran vojne za Slovenijo